# 腐蚀 (形态学)

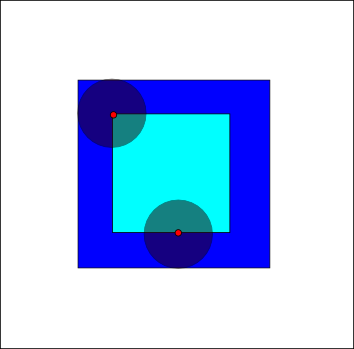
在深蓝色正方形上使用圆盘进行腐蚀运算，结果为浅蓝色正方形。

腐蚀（通常用⊖表示），是数学形态学中两个基本的算子之一（另一个是膨胀）。它最初是为二值图像定义的，之后被扩展到灰度图像以及随后的完全格。

## 二值腐蚀
定义E为欧氏空间，在二值图像A上使用B进行腐蚀运算的定义为：
{\displaystyle A\ominus B=\{z\in E|B_{z}\subseteq A\}},
其中 Bz 为B平移向量z得到。